# Alboranita

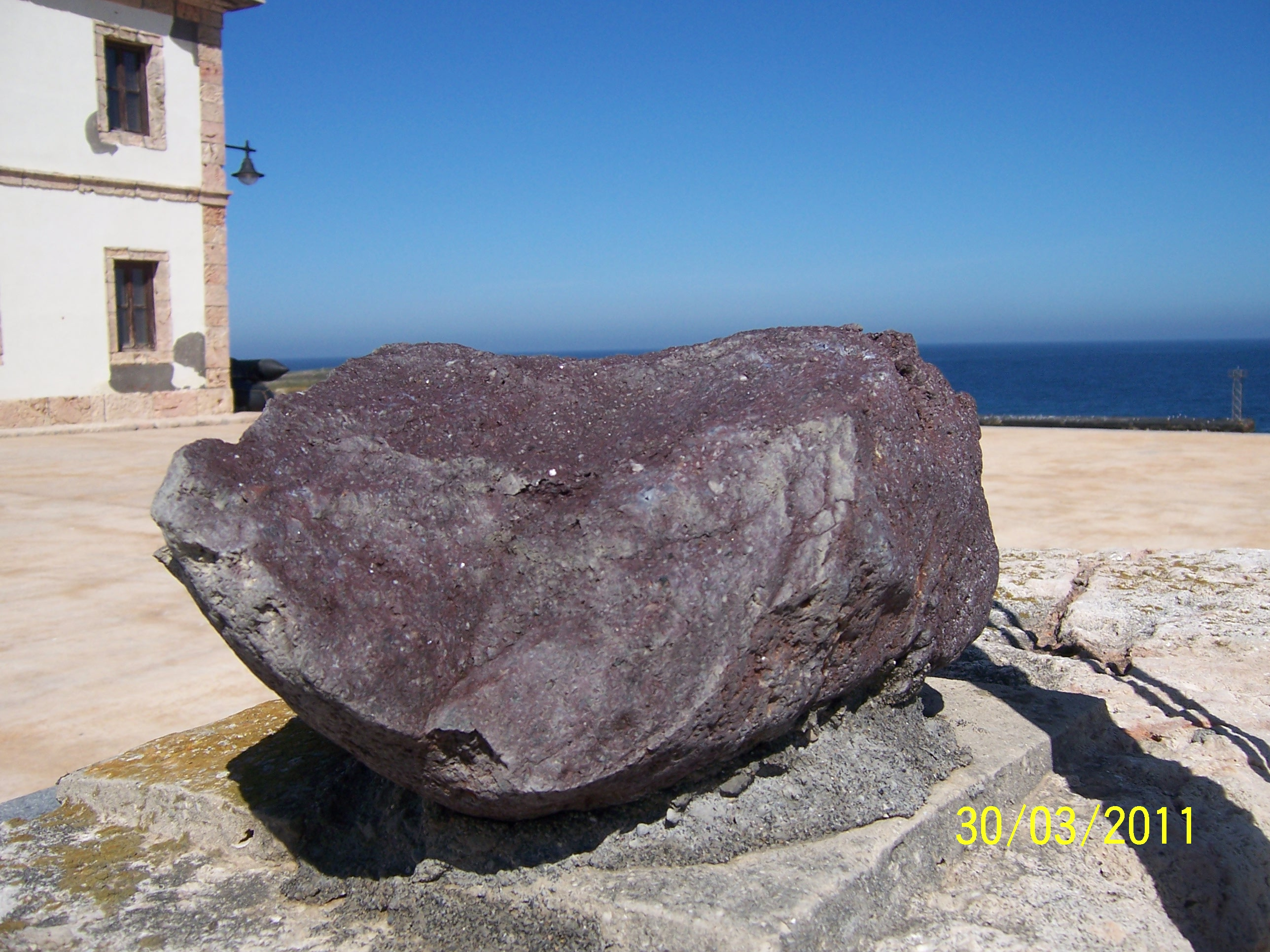
Muestra de alboranita.

La alboranita es una roca ígnea descubierta en la isla de Alborán (provincia de Almería, España) en 1899, por el profesor de geología Friedrich Becke, con un carácter intermedio entre los basaltos y las andesitas (más ácidas), ricas en óxido de calcio (CaO), pobres en  óxido de sodio (Na2O), sin olivino, con incrustaciones de hiperstena (presente también en cabo de Gata). Estas rocas forman la variedad denominada alboranita, como categoría especial de roca volcánica, basalto subalcalino o basalto toleítico.

## Minerales asociados
Minerales asociados en la isla: augita, calcedonia, hornblenda, magnetita, goethita, hematita y la ilmenita.

## Origen geológico
Cuando la roca fue descubierta por el geólogo Becke en la isla de Alborán en 1899, realizó un estudio micrográfico de las muestras recogidas, calificándolas de «andesitas hiperstenas con caracteres exclusivos de la isla», dándole por tanto este nombre. La isla de Alborán tiene su origen quizá en el Mioceno, siendo el resto de un edificio volcánico surgido durante el plegamiento alpino, del paso del Mioceno al Plioceno, resto de una caldera explosiva subaérea anterior al Tirreniense, destruida después por el mar, siendo este el probable origen de esta roca característica de la isla.
El suelo de la isla está compuesto por andesitas piroxénicas, tipo de roca que surge de las emisiones magmático eruptivas, que suelen quedar cubiertos por arenas, arcillas y limos.